# Serbo-Słobidka
Serbo-Słobidka (ukr. Сербо-Слобідка) – wieś na Ukrainie, w obwodzie żytomierskim, w rejonie zwiahelskim, w hromadzie Czyżiwka. W 2001 liczyła 521 mieszkańców.